# Robert Walter Campbell Shelford
Robert Walter Campbell Shelford, född 3 augusti 1872 i Singapore, död 22 juni 1912 i Margate, England, var en brittisk entomolog, museiman och naturforskare, med särskilt intresse för entomologi och insekters mimikry. Han var specialist på kackerlackor och utförde även viktigt forskningsarbete om vandrande pinnar.

## Biografi
Shelford var son till en framstående brittisk köpman. Som barn, efter en olycka vid tre års ålder, utvecklade han en tuberkulär höftled som gjorde honom oförmögen att gå i flera år som barn. Han blev mer rörlig efter en operation men kunde aldrig delta i aktiv idrott som barn, även om han som vuxen tyckte om att spela golf. 
Shelford studerade vid King's College, London, och sedan vid Emmanuel College, Cambridge. Efter examen vid Cambridge 1895 flyttade han till Yorkshire College i Leeds som demonstrator i biologi.
Shelford gifte sig med Audrey Gurney från Bath i juni 1908. I april 1909 halkade han och den tuberkulära sjukdomen han ådragit sig som barn blossade upp och begränsade hans arbete kraftigt under de tre sista åren av hans liv. Han dog i Margate vid 39 års ålder den 22 juni 1912. 

## Karriär och vetenskapligt arbete
År 1897 flyttade Shelford till Sarawak som kurator för Sarawak Museum i Kuching, en tjänst han innehade i sju år. Medan han var på Sarawak Museum skickades ett stort antal artexemplar till hans gamla universitet i Cambridge.
År 1905 lämnade han Sarawak Museum och återvände till England. Han åkte till Oxford och blev biträdande kurator för Hope Department of Zoology vid University Museum. På väg tillbaka till England samlade han många exemplar som han gav till Hope Collection i Oxford, förutom "den stora samlingen av borneanska insekter som han hade överlämnat till Hope Collection under 1899-1901 medan han var kurator för Sarawak Museum ".
Det mesta av hans arbete i Oxford handlade om kackerlackor, men han arbetade också med de andra insekterna som han hade tagit med sig från Borneo och hjälpte till i biblioteket. Det var i Oxford som han gjorde det mesta av sin publicerade forskning om fasmider.
År 1901 beskrev Shelford kort äggen från några fasmider som han kallade "Necroscia, Marmessoidea och Agondasoidea". Han kommenterade också att "Phasmidae, trots deras underbara skyddande likhet med pinnar och löv, är den häftiga formen av trogons diet" [En familj av fåglar].
År 1908 producerade Shelford en katalog över centralamerikanska fasmidarter. Detta baserades på Brunner (1907[7]) & Redtenbachers (1906 och 1908) publikationer, men innehåller några arter som de utelämnade från sitt arbete.

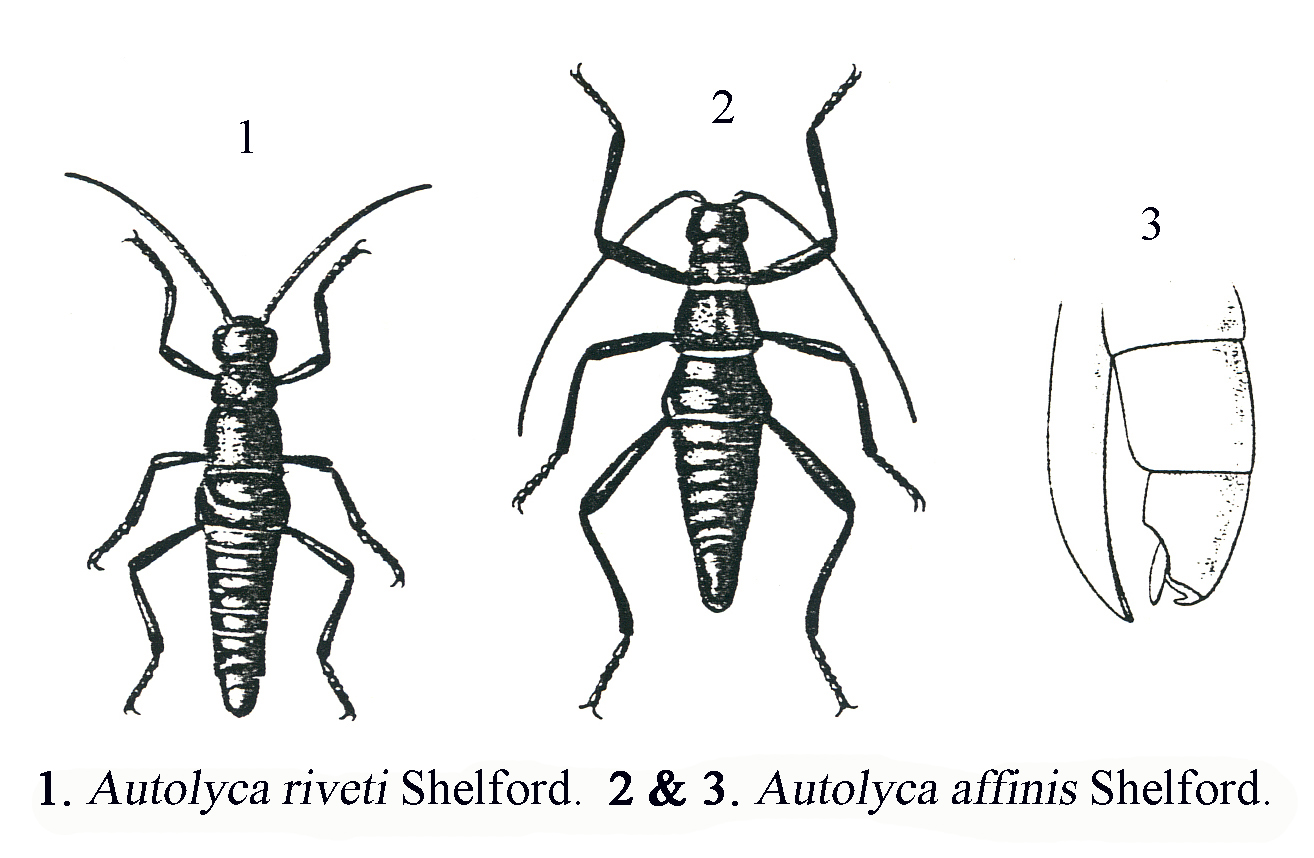
Illustration från Shelford's publikation 1913.

Shelford beskrev bara fem nya arter av Phasmida, baserat på arbete han gjorde i Oxford. Alla var från Sydamerika och beskrivningarna publicerades 1913, strax efter hans död. Dessa arter är
- Autolyca affinis Shelford, 1913: 61, pl. 3.7 & 3.8.
- Autolyca riveti Shelford, 1913: 60, pl. 3.6.
- Libethra intermedia Shelford, 1913: 61.
- Ocnophila nana Shelford, 1913: 61.
- Ocnophila riveti Shelford, 1913: 62.

I sin bok, A Naturalist in Borneo, ger Shelford flera referenser till fasmider. Hans observationer av borneanska insekter bygger på både observation i naturen och i fångenskap. 

## Arter uppkallade efter Shelford
Shelford har fått flera ortopteoidinsekter uppkallade efter sig. Bland dessa finns
- en borneansk mantis: Deroplatys shelfordi Kirby, 1903, en borneansk phasmid: Baculofractum shelfordi Bragg, 2005, två släkten av kackerlackor: Shelfordella Adelung, 1910 och Shelfordina Hebard, 1929, och 17 arter av kackerlackor.
- en paraplygeting, Polybia shelfordi beskriven från exemplar som samlats in runt Kuching,[9] men är nu känd som Polistes meadanus
- en art av scincid ödla: Sphenomorphus shelfordi Boulenger, 1900.[10]
- samt växter, såsom Dischidia shelfordii Pears.